# ローレンツ因子
ローレンツ因子 (英: Lorentz factor, Lorenz term) とは、物体が動いているときに物体の時間、長さ、相対論的質量に依存して変化する因子である。ローレンツ変換の結果現われる因子であり、特殊相対性理論の方程式にしばしば現われる。相対性理論よりも前にオランダ人の物理学者・ヘンドリック・ローレンツにより提唱されたローレンツ電磁気学に現われることからこう呼ばれる。
その遍在性から、一般にギリシャ文字 γ (小文字のガンマ)により表わされる。場合によっては（特に超光速運動の文脈では) Γ (大文字のガンマ)により表わされることもある。

## 定義
ローレンツ因子は下のように定義される。
{\displaystyle \gamma ={\frac {1}{\sqrt {1-v^{2}/c^{2}}}}={\frac {1}{\sqrt {1-\beta ^{2}}}}={\frac {\mathrm {d} t}{\mathrm {d} \tau }}}
ここで、
- v: 慣性系間の相対速度
- β: v と c との比（β = v/c）
- τ: 観測者の固有時（観測者自身の慣性系で測定される時間間隔）
- t: 座標時
- c: 真空中における光速

とする。
上の定義が最もよく実用に用いられているが他の定義も存在し、たとえば次のように上の定義の逆数と定義することもある。
{\displaystyle \alpha ={\frac {1}{\gamma }}={\sqrt {1-\beta ^{2}}}}
速度の合成則 も参照。

## 使用例
下に γ を含む特殊相対性理論中の数式の簡単な一覧を示す。
- ローレンツ変換：もっとも簡単な x 方向へのローレンツブーストを示す（より一般的な、任意の方向と回転を含む変換はここに示さない）。 慣性系 (x, y, z, t) から相対速度 v をもつ別の慣性系 (x′, y′, z′, t′) への変換は以下のように表わされる。

{\displaystyle t'=\gamma \left(t-{\frac {vx}{c^{2}}}\right)}
{\displaystyle x'=\gamma \left(x-vt\right)}
上式の系として以下が得られる。
- 時間の遅れ (Time dilation): 時計に対して動いている慣性系で測った二つの刻みの間の時間 (∆t′) は、時計の静止系で測った時間 (∆t) よりも長く、以下のようになる。

{\displaystyle \Delta t'=\gamma \Delta t.\,}
- 長さの縮み（英語版） (Length contraction): ある物体に対して動いている慣性系で測ったその物体の長さ (∆x′) は、その物体の静止系で測った長さ (∆x) よりも短く、以下のようになる。

{\displaystyle \Delta x'=\Delta x/\gamma .\,\!}
運動量・エネルギー保存則を適用することで以下の結果が得られる。
- 相対論的質量（英語版）: 動いている物体の相対論的質量 m は γ と静止質量 m0 を用いて以下のように表わされる。

{\displaystyle m=\gamma m_{0}.\,}
- 相対論的運動量: 相対論的な運動量の関係式は非相対論的運動量の関係式と同じだが、上記の相対論的質量を用いた下式で表わされる。

{\displaystyle {\vec {p}}=m{\vec {v}}=\gamma m_{0}{\vec {v}}.\,}
- 相対論的運動エネルギー: 相対論的運動エネルギーの関係式は非相対論的なものと若干異なり、以下のようになる。

{\displaystyle E_{k}=E-E_{0}=(\gamma -1)m_{0}c^{2}}

## 数値

速度の関数としてのローレンツ因子 γ 。 初期値(v = 0 における値)は1であり、速度が光速に近づくにつれて (v → c) γは上限なく増加していく (γ → ∞)。

下表の左列には光速との比で表わした (単位を c とする) 様々な速度を示す。中列にはローレンツ因子、右列にはその逆数を示す。 太字で表わした数値は厳密な値である。
| 速さ (単位 c) | ローレンツ因子 | ローレンツ因子の逆数 |
| ------------- | -------------- | -------------------- |
| 0.000         | 1.000          | 1.000                |
| 0.050         | 1.001          | 0.999                |
| 0.100         | 1.005          | 0.995                |
| 0.150         | 1.011          | 0.989                |
| 0.200         | 1.021          | 0.980                |
| 0.250         | 1.033          | 0.968                |
| 0.300         | 1.048          | 0.954                |
| 0.400         | 1.091          | 0.917                |
| 0.500         | 1.155          | 0.866                |
| 0.600         | 1.250          | 0.800                |
| 0.700         | 1.400          | 0.714                |
| 0.750         | 1.512          | 0.661                |
| 0.800         | 1.667          | 0.600                |
| 0.866         | 2.000          | 0.500                |
| 0.900         | 2.294          | 0.436                |
| 0.990         | 7.089          | 0.141                |
| 0.999         | 22.366         | 0.045                |
| 0.99995       | 100.00         | 0.010                |

## 様々な表式
上記の表式以外にも、ローレンツ因子は様々な表式で表わすことができる。 上式では速度 v が用いられているが、運動量やラピディティのような関連する物理量を用いた表式が便利なこともある。

### 運動量
上記の相対論的運動量の関係式を γ について解くと以下を得る。
{\displaystyle \gamma ={\sqrt {1+\left({\frac {p}{m_{0}c}}\right)^{2}}}}
この表式が用いられることはほとんどないが、 マクスウェル・ユトナー分布に用いられる。

### ラピディティ
ラピディティの定義、すなわち以下で定義される双曲角 φ
{\displaystyle \tanh \varphi =\beta \,\!}
を用いて γ は（双曲線関数についての恒等式を用いて）以下のように表わされる。
{\displaystyle \gamma =\cosh \varphi ={\frac {1}{\sqrt {1-\tanh ^{2}\varphi }}}={\frac {1}{\sqrt {1-\beta ^{2}}}}\,\!}
ローレンツ変換の性質を用いて、ラピディティの加法性を示すことができる。これは速度にはない有用な性質である。従って、ラピディティは物理モデルの基礎となる1-パラメータ群を成す。

### 級数展開（速度）
ローレンツ因子は下記のように二項級数の形にマクローリン展開できる。
{\displaystyle {\begin{aligned}\gamma &={\dfrac {1}{\sqrt {1-\beta ^{2}}}}\\&=\sum _{n=0}^{\infty }\beta ^{2n}\prod _{k=1}^{n}\left({\dfrac {2k-1}{2k}}\right)\\&=1+{\tfrac {1}{2}}\beta ^{2}+{\tfrac {3}{8}}\beta ^{4}+{\tfrac {5}{16}}\beta ^{6}+{\tfrac {35}{128}}\beta ^{8}+\cdots \\\end{aligned}}}
上式を二次までで打ち切った近似式 γ ≈ 1 + 1/2 β2 は低速における相対論効果を計算するために用いられる。 この近似式は v < 0.4 c (v < 120000 km/s) の範囲において誤差 1% 以下に納まり、 v < 0.22 c (v < 66000 km/s) の範囲においては誤差 0.1% に納まる。
この級数を打ち切った近似式から、特殊相対性理論が低速域ではニュートン力学に帰着することを示すことができる。例えば、次の二つの方程式は
{\displaystyle {\vec {p}}=\gamma m{\vec {v}}}
{\displaystyle E=\gamma mc^{2}\,}
それぞれ γ ≈ 1 および γ ≈ 1 + 1/2β2 を代入することで次のニュートン力学の方程式に帰着する。
{\displaystyle {\vec {p}}=m{\vec {v}}}
{\displaystyle E=mc^{2}+{\tfrac {1}{2}}mv^{2}}
ローレンツ因子の方程式を逆に解くと以下を得る。
{\displaystyle \beta ={\sqrt {1-{\frac {1}{\gamma ^{2}}}}}}
この式は下のような漸近形式に直すことができる。
{\displaystyle \beta =1-{\tfrac {1}{2}}\gamma ^{-2}-{\tfrac {1}{8}}\gamma ^{-4}-{\tfrac {1}{16}}\gamma ^{-6}-{\tfrac {5}{128}}\gamma ^{-8}+\cdots }
これを初めの2項までで打ち切った近似式 β ≈ 1 - 1/2γ2 が大きな値の γ から速度を概算することに使われることがある。誤差は  γ > 2 の範囲において 1%、 γ > 3.5 の範囲において 0.1% に納まる。

## 天文学における応用
長寿命ガンマ線バーストの標準モデルでは、いわゆる「コンパクトさ」問題を説明するため、この現象が超相対論的爆発（γ の初期値がおよそ 100 以上）であるとする。すなわち、超相対論的拡大がなければ放出物は対生成を起こすほど光学的に厚くなるはずであり、初期放射は熱的なエネルギースペクトルではなく典型的に 100 keV 程度にピークのあるスペクトルを持つはずである。